# Jolo (ville)
Jolo (en tausug : Sūg) est une municipalité de l'île du même nom, la capitale et la plus grande ville de la province de Sulu, aux Philippines. En 2015, la ville était peuplée de 125 564 habitants. 

## Géographie
La ville est située dans le Nord de l'île du même nom, dans le Sud-Ouest des Philippines.

## Histoire
La ville était le siège du gouvernement du sultanat de Sulu jusqu'en 1877, date à laquelle le sultanat de Sulu passe sous contrôle espagnol.
Une partie de la population est d'origine chinoise et la plupart des étrangers viennent de Singapour. La population est de confession musulmane à plus de 90% d'après le recensement de 2015 et la langue principale est le Tausug.
Le vicaire apostolique de la ville, Mgr Benjamin de Jesús, est assassiné le 4 février 1997 par un islamiste.

## Infrastructures
La ville est desservie par l'aéroport de Jolo, rénové en 2020. Elle dispose aussi d'un port dont les travaux d'extension ont été lancés en 2018.

## Barangays
Jolo est divisée en huit barangays :
- Alat
- Asturias
- Bus-Bus
- Chinese Pier
- San Raymundo
- Takut-Takut
- Tulay
- Walled City

## Démographie
| Année | Habitants | Évolution |
| ----- | --------- | --------- |
| 1995  | 74 948    | -         |
| 2000  | 97 998    | 30,75 %   |
| 2007  | 140 307   | 43,17 %   |
| 2010  | 118 307   | -15,68 %  |
| 2015  | 125 564   | 1,14 %    |